# دنیس من
دنیس من (انگلیسی: Dennis Man؛ زادهٔ ۲۶ اوت ۱۹۹۸) بازیکن فوتبال اهل رومانی است.
از باشگاه‌هایی که در آن بازی کرده‌است می‌توان به باشگاه فوتبال یوتی‌ای آراد، باشگاه فوتبال پارما، و باشگاه فوتبال استوا بخارست اشاره کرد.
وی همچنین در تیم‌های ملی فوتبال زیر ۱۹ سال رومانی، زیر ۲۱ سال رومانی، و رومانی بازی کرده‌است.